# Станова монархія у Франції

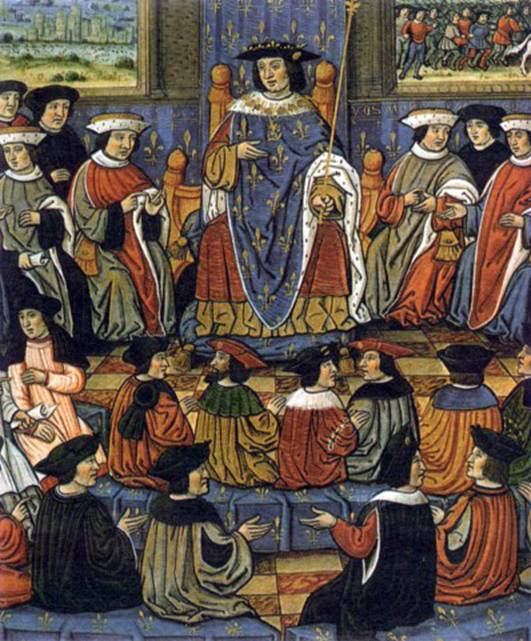
Середньовічна мініатюра «Засідання Генеральних штатів 1468 р.»

Станова монархія  у Франції — форма середньовічної феодальної держави, що виникла на початку XIV ст., в якій королівська влада спиралася на зібрання представників станів. Це був перший ступінь розвитку централізованої держави, за якого королівська влада управляла країною при допомозі станів, бо ще не була достатньо сильною.

## Причини формування станово-представницької монархії
Установлення станової монархії пов'язане з поширеннями в Європі римського права, яке проголошувало принцип: «Те, що стосується всіх, має бути схвалене всіма». З послабленням васальних зв'язків монархи потребували підтримки підданих у запровадженні нових податків. Необхідність забезпечення в державі внутрішньої стабільності та підтримки зовнішньополітичного курсу.

## Процес оформлення ставно-представницької монархії
Процес оформлення станово-представницької монархії у Франції був складним і суперечливим. Він почався з посилення королівської влади, що було нерозривно пов'язано з подоланням феодальної роздробленості. У цей період Франція зазнала іноземної навали, що поставило її часом на межу національної катастрофи. Ліквідація феодальної роздробленості й посилення королівської влади хоча і досягли значних успіхів, але були ще далекі від свого завершення. Збереглися великі, фактично незалежні феодальні володіння, такі як, наприклад, Бургундське герцогство (його правителі неодноразово воювали зі своїми сюзеренами — французькими королями). Значне число могутніх васалів хоча й скорилося королю, але при сприятливих умовах намагалося відновити втрачену незалежність. Об'єднання країни могло бути успішно завершено лише в оновленій державно-правовій формі, що забезпечувала консолідацію всіх інших сил, які виступали за об'єднання країни. Почали скликатися збори представників від станів. Королі одержали можливість звертатися за підтримкою до станів, минаючи правителів найбільших сеньйорій. Станово-представницькі збори у Франції складалися із представників трьох станів:
- Духовенства («тих, що моляться»),
- Дворянства («тих, що воюють»),
- представників так званого третього стану: купців, ремісників, середніх землевласників («тих, що працюють»)[3]

У Франції станово-представницький орган дістав назву — Генеральні штати.

## Історія формування Генеральних штатів
Перші збори станового представництва — штати (від франц. «etat» — стани) виникли ще в XIII ст. в окремих провінціях. Це були збори вищого духовенства, сеньйорів, мерів міст відповідної провінції, які скликалися періодично. Штати розглядали різноманітні питання, головним із яких було затвердження одноразових грошових зборів — «допомог». Спочатку провінційні штати скликалися місцевими правителями і сприяли консолідації окремих областей. Але досить скоро вони опинилися під контролем короля. У розпалі конфлікту із папою Боніфацієм VIII, король Франції Філіп IV Август, аби заручитися підтримкою своїх підданих, скликав збори представників трьох станів. Поряд із церковною та світською знаттю до участі у них були допущені багаті городяни — від імені тих, «що працюють». Напередодні ним була видана грамота:

Філіпп, милістю божою король франків, сенешалу Босера та його заступнику привіт. Бажаючи обговорити й розглянути спільно з прелатами, баронами та іншими нашими і вірними підданими нашого королівства багато скрутних обставин, які досить суттєво позначаються на положенні й вольностях наших, а також королівства нашого, церков, духовних осіб, знаті, світських людей, общин і окремих жителів зазначеного королівства, наказуємо вам розпорядитися і наказати від нашого імені... консулам й общинам... міст і містечок Монпальє та Босера..., щоб зазначені консули та общини згаданих міст і містечок обрали двох-трьох найкращих та досвідчених чоловіків..., які б з’явилися у неділю перед Вербним тижнем до Парижа для спільного з нами розгляду, обговорення, взяття до уваги, виконання і схвалення від імені консулів і зазначених общин усього того,... що вже нами вище постановлено. 

Так у 1302 році виникли Генеральні штати, як орган для обговорення державних справ і запропонованих королем порядків. Цей орган названо Генеральними штатами на відміну від штатів в окремих провінціях. Під тиском Філіппа IV новим папою було обрано французького архієпископа Климента V. За наполяганням Філіппа IV новий римський папа переніс свою резиденцію до міста Авіньйон у Франції. Ця подія розпочала 70-річний період (1309—1378 рр.) авіньйонського полону пап, які опинилися під контролем французьких королів. Генеральні штати стали знаряддям для Філіппа IV і у розправі з тамплієрами, яким він дуже заборгував. Про це йдеться у хроніках 1308 р. Суд пройшов у місті Тур:

Король зібрав у Турі парламент із благородних і неблагородних, що прибули з усіх замкових округ і міст його королівства. Перш ніж вирушити до папи в Пуатьє, він хотів порадитися з ними, що треба зробити з тамплієрами, згідно з їх зізнаннями. Для всіх запрошених було призначено день - перше число місяця, що йде за Великоднем (який був того року 14 квітня). Король хотів діяти обережно, і, щоб не викликати нарікань, він бажав заручитися підтримкою і згодою людей різного звання у своїй державі. Ось чому йому потрібні були суд і вирок не лише благородних та вчених, а також городян і мирян. Ті, прибувши особисто, виголосили майже одностайно, що тамплієри заслуговують на смерть. Від Паризького університету й особливо від професорів теології конче вимагалося, щоб вони висловили свій погляд на цю справу, що вони і зробили... у суботу після Вознесіння. 

Події наступних десятиліть (Столітня війна, селянські і міські повстання) перетворили Генеральні штати в найважливіший орган держави. Тоді й склалася їхня структура. Кожний стан був представлений окремою палатою.

## Структура Генеральних штатів
Перша палата складалася з вищого духовенства. У другу обиралися виборці від дворянства. Причому найзнатніші (герцоги, графи) до складу палати не входили. Вони, як безпосередні васали короля, брали участь у розробці рішень у складі королівської курії. Третій стан обирав своїх депутатів. Як правило, у виборах брав участь міський патриціат, депутатами були мери й ешевени (члени міських рад).
Усі питання розглядалися окремо по палатах, де рішення приймались простою більшістю голосів. Затверджувалося рішення всіма палатами, причому кожна палата, як колись у Стародавньому Римі, мала тільки один голос. Таким чином, привілейовані стани завжди мали гарантовану більшість. Генеральні штати скликались за рішенням короля. Але, оскільки введення нових податків і одноразових грошових зборів потребувало попередньої згоди Генеральних штатів і, зокрема, згоди «третього стану», королі змушені були звертатися до них досить часто. Духовенство й дворянство від податків звільнялось (мали «податковий імунітет»). Вони давали лише згоду на обкладення «третього стану».

## «Великий березневий ордонанс»
Королівська влада часто домагалася від Генеральних штатів потрібного їй рішення. Але були моменти, коли «третій стан» міг бачити в них дещо більше, ніж затвердження нових податків. У березні 1357 р., коли країна переживала одну з найбільш глибоких політичних криз у своїй історії (Столітня війна — 1337—1453 рр.; Паризьке повстання 1356—1358 рр.), було видано ордонанс (указ), що став згодом відомий як — «Великий березневий ордонанс» 1357 р. Цей документ був прийнятий у період народного руху 1356—1358 рр. у Парижі, очолюваного купецьким старшиною Е. Марселем.
Обнародування «Великого березневого ордонансу»(1357 р.) було вершиною діяльності Генеральних штатів. У ньому набуло відображення незадоволення міщан політикою монархії та основні напрямки здійснення реформи державного управління. Зміст цих реформ був викладений у 67 статтях.
«Великий березневий ордонанс» був спробою обмежити королівську владу. Проте, переможне закінчення Столітньої війни, що сталося незабаром, сприяло подальшому зміцненню влали королів. В її розпорядженні була велика наймана армія, бюрократичний управлінський апарат, що утримувалися за рахунок постійних податків, які стягували їх тепер навіть без попереднього схвалення Генеральними штатами. Влада короля поширювалася на територію, майже рівну сучасній Франції. З погляду правлячих кіл Генеральні штати виконали свою роль.

## Формування абсолютизму
Починаючи з XV ст.. Генеральні штати перестають скликатися (у XVII і XVIII ст.ст. вони були скликані усього по одному разу). Таке становище Генеральних штатів було результатом ряду обставин, що обумовлювалися далеко не подоланою у Франції феодальною роздробленістю, зокрема:
- протиріччями між інтересами двох привілейованих станів і третього стану;

тим, що депутати Генеральних штатів ще не могли піднятися не тільки до розуміння загальнодержавних інтересів, але навіть до розуміння інтересів свого стану в масштабі всієї країни.
Замість них уряд почав інколи, на свій розсуд, скликати збори нотаблів (славетних підданих). Але ця установа мала чисто дорадчі функції. До центральних органів станово-представницької монархії крім Генеральних штатів відносились: король, державна рада, що здійснювала за вказівками короля управління і контроль за окремими ланками управління, рахункова палата — фінансовеуправління. Серед посадових осіб найбільше значення мали:
- канцлер, який здійснював поточне управління й контроль за діяльністю посадових осіб, під час відсутності короля головував у державній раді, під його керівництвом складалися проекти ордонансів;
- конетабль — командир кінного лицарського війська, із XIII ст.- командир королівської армії;
- камерарій — скарбник;
- палатини — (королівські радники, що виконували окремі, особливо важливі, доручення короля).[8]

Посадові особи, що склали новий державний апарат управління, були, як правило, люди незнатні, зобов'язані своїм призначенням королю і тому від нього залежні. Серед них було чимало осіб, які закінчили університетський курс юриспруденція, включаючи римське право. Таких людей називали легістами (від лат. «leges» — закон). Вони зарекомендували себе як найпослідовніші прибічники централізації і посилення королівської влади. Легісти склали найвпливовішу групу посадових осіб. Королі з їхньою допомогою усунули імениту знать від основних важелів державного управління. З посиланням на відомий принцип римського права легісти підтверджували, що король сам є верховним законом, а отже, може створювати законодавство з власної волі. Для прийняття законів королю вже не потрібні були скликання васалів або згода королівської курії. Була висунута також теза: «усяке правосуддя виникає від короля» («Quod principi plasuit, legis habet rigorem») відповідно до якого король одержав право розглядати будь-яку судову справу самостійно або ж делегувати це право своїм слугам.

## Висновок
Саме на початок XIV ст. остаточно оформився побудований на політичному компромісі, а тому не завжди тривкий союз короля і представників різних станів, у тому числі і третього стану. Політичним виразом цього союзу, в якому кожна зі сторін мала свої специфічні інтереси, стали особливі станово-представницькі установи — Генеральні штати і провінційні штати, виникнення яких поклало початок змінам у формі правління, становленню станово-представницької монархії.

## Виноски
1. 1 2  Дигести Юстиніана http://www.gumer.info/bibliotek_Buks/Pravo/digest/index.php,
2. ↑   Всесвітня історія ПД Х.: Весна, 2009 р.. 760 с. .
3. ↑  Падаляк Н. Г. Історія середніх віків Підручник для 7 класу, К.: Генеза, 2007. .
4. ↑  Хрестоматія з історії середніх віків: Посібник для 7 кл. /Упорядник В.М. Духопельников,-К.: Освіта, 1998.-160 с. .
5. ↑  Падаляк Н. Г. Історія середніх віків Підручник для 7 класу, К.: Генеза, 2007.
6. ↑  Фруассар, Жан. Хроники 1325 - 1340,Издательство Санкт-Петербургского университета,2008 г. 656ст. .
7. ↑   Хачатурян Н. А. Станова монархія у Франції XIII—XV ст., М. «Вища школа», 1989
8. ↑  Галанза П. Н. Феодальна держава і право Франції, М, Вид. МДУ, 1963
9. ↑   Всесвітня історія ПД Х.: Весна, 2009 р.. 760 с.